# Prusia contra Reich
Prusia contra Reich es el nombre abreviado de una disputa legal que se luchó en 1932 ante el Tribunal Estatal del Reich Alemán en respuesta a la huelga de Prusia . La constitucionalidad del nombramiento del canciller Franz von Papen como comisionado para Prusia debía revisarse a pedido del gobierno estatal prusiano, que había sido declarado depuesto, y otros solicitantes.

## Historia y contexto
Un decreto (de emergencia) del Presidente del Reich basado en el Artículo 48 párrafos 1 y 2 de la Constitución de Weimar con respecto a la restauración de la seguridad pública y el orden en el territorio del Estado de Prusia con fecha de 20. julio de 1932 ( RGBL. I p. 377) El presidente del Reich, Paul von Hindenburg, nombró al canciller del Reich, Franz von Papen, como comisionado del Reich para el Estado de Prusia y, por lo tanto, puso al país bajo el control del Reich (la llamada huelga de Prusia ).
El proceso y el debate sobre el mismo también deben verse en el contexto del debate sobre la reforma del Reich y las demandas de la federación para la renovación del Reich y el dualismo de Prusia y el imperio.

### Solicitud de medida cautelar
El estado de Prusia, representado por el Ministerio de Estado de Prusia, así como el grupo parlamentario del Centro y el grupo parlamentario del Partido Socialdemócrata de Alemania en el parlamento estatal de Prusia presentaron entonces una solicitud al Tribunal Estatal para la emisión de una orden judicial contra el Reich alemán ( StGH . 15/32). 
Los demandantes impugnaron la constitucionalidad de la ordenanza, ya que no se dio la ingobernabilidad de Prusia, como se suponía en la ordenanza. Por lo tanto, solicitaron que se prohibiera al Comisionado del Reich designado ejercer sus funciones mediante una orden judicial temporal. En los días 23 y 25 El Ministerio de Estado prusiano cambió su solicitud en la audiencia oral que tuvo lugar el 1 de julio. Ahora solicitó la orden
- que los comisionados del Reich no podían llamarse a sí mismos primeros ministros prusianos, ministros de estado prusianos o miembros del gobierno estatal prusiano.
- Solo los Ministros de Estado prusianos tienen derecho al estato de Ministros de Estado.
- Los Comisionados del Reich no podían representar a Prusia en el Reichstag sin la autoridad del Ministro de Estado.
- No tenían autoridad para privar a los miembros del gobierno estatal prusiano del derecho de representar a Prusia en el Reichsrat y de instruir a los plenipotenciarios del Reichsrat.
- No tendrían derecho a hacer nombramientos o ceses oficiales con efecto permanente.

### Reacción del público
Según Dirk Blasius, el veredicto fue percibido por casi todas las partes como una derrota bienvenida o un fracaso torpe del gobierno del Reich, solo la prensa pro-gubernamental pidió un paso más consistente hacia un estado autoritario . Los "pasajes políticos" del veredicto circularon en la mayoría de los periódicos y allanaron el camino para la percepción pública posterior de que la ley de emergencia debía usarse en un momento de incertidumbre y desorden.

## Literatura
- Jürgen Bay: El conflicto de Prusia 1932/33. Un capítulo de la historia constitucional de la República de Weimar. Erlangen 1965 (también: Erlangen-Nürnberg, Univ., Diss., 1965).
- Henning Grund: "Huelga de Prusia" y Tribunal de Justicia del Estado en 1932 (= Estudios y Materiales sobre Jurisdicción Constitucional, Tomo 5). Nomos-Verlagsgesellschaft, Baden-Baden 1976, ISBN 3-7890-0209-7 (también: Göttingen, Univ., Diss., 1976).
- Gabriel Seiberth: Abogado del Reich. Carl Schmitt y el juicio "Prusia versus Reich" ante el Tribunal Estatal (= Investigación Histórica Contemporánea, Volumen 12). Duncker & Humblot, Berlín 2001, ISBN 3-428-10444-7 (también: Berlín, Freie Univ., Diss., 2000).
- Heinrich Triepel, La decisión del tribunal estatal en la disputa constitucional entre Prusia y el Reich. Una última palabra. En: Deutsche Juristen-Zeitung (DJZ) 1932, págs. 1501-1508.